# Cantón Cañar
Cantón Cañar är en kanton i Ecuador.   Den ligger i provinsen Cañar, i den centrala delen av landet, 260 km söder om huvudstaden Quito.